# Сафониха (Тотемский район)
Сафониха — деревня в Тотемском районе Вологодской области на реке Юрманга.
Входит в состав Толшменского сельского поселения, с точки зрения административно-территориального деления — в Никольский сельсовет.
Расстояние по автодороге до районного центра Тотьмы — 97 км, до центра муниципального образования села Никольское — 9 км. Ближайшие населённые пункты — Левино, Родионово, Френиха.
По данным переписи в 2002 году постоянного населения не было.